# Monodelphis vossi
Monodelphis vossi és una espècie de didelfimorf de la família dels opòssums (Didelphidae). És endèmic de l'estat brasiler de Roraima. El seu hàbitat natural són les sabanes. Té una llargada de cap a gropa de 12,7–16,2 cm i la cua de 7,2–9,3 cm. Es diferencia de les altres espècies de Monodelphis pel seu crani aplanat. Fou anomenat en honor del mastòleg estatunidenc Robert S. Voss.